# K-322 Kachalot
Le K-322 puis K-322 Kachalot (en russe : К-322 « Кашалот », littéralement : cachalot) est le quatrième sous-marin nucléaire d'attaque du projet 971 « Pike-B » (code OTAN : classe Akoula-I). Il est actuellement en service au sein de la Flotte du Pacifique.

## Histoire
Le 19 janvier 1983, le bâtiment est inscrit sur les listes de la Marine soviétique en tant que « croiseur nucléaire sous-marin » (AKrPL). Le 5 septembre 1986, sa quille est posée au chantier naval no 199 de Komsomolsk-sur-l'Amour.  
Le K-322 Kachalot est lancé le 18 juillet 1987 et début une série d'essais constructeurs et d'essais officiels. Début 1988, il perd des bouteilles d'air HP lors d'un retour vers sa base, à la suite d'une explosion. Elles seront récupérées en mars la même année par le BS-486 (projet 940). Il est mis en service le 30 décembre 1988 après avoir effectué des essais en mer. 
Le 1er mars 1989, il intègre la Flotte du Pacifique et est affecté à la 45e division de la 2e flottille de sous-marins stationnée à la base navale de Vilioutchinsk, dans la baie de Kracheninnikov, au Kamtchatka.
À l'été 1990, il est envoyé en mer pendant plus de 14 jours (354 heures) avec pour mission de suivre des sous-marins étrangers. Le 13 avril 1993, il est renommé K-322 Kachalot.
En 1998, il est affecté à la 10e division de la 2e flottille de sous-marins. Il est placé en réserve la même année.
À partir de 2013, il est placé en réparations au chantier naval de Komsomolsk-sur-l'Amour.